# Nuoto sincronizzato ai campionati mondiali di nuoto 2009 - Squadre (programma libero combinato)
La fase preliminare si è svolta il 21 luglio 2009 e vi hanno partecipato 13 squadre. Le prime 12 hanno avuto accesso alla finale del 22 luglio 2009.

## Medaglie
| Oro | Argento | Bronzo |
| Spagna Alba Cabello Ona Carbonell Raquel Corral Margalida Crespí Andrea Fuentes Thais Henriquez Paula Klamburg Gemma Mengual Gisela Moron Irina Rodriguez | Cina Huang Xuechen Tingting Jiang Wenwen Jiang Ou Liu Xi Luo Xin Shi Wenyan Sun Na Wang Yiwen Wu Xiaohuan Zhang | Canada Marie-Pier Boudreau Gagnon Camille Bowness Jo-Annie Fortin Sandy Gill Chloé Isaac Ève Lamoureux Stephanie Leclair Elise Marcotte Karine Thomas Valerie Welsh |

## Risultati
| Pos. | Nazione     | Qualif. | Qualif. | Finale    | Finale |
| Pos. | Nazione     | Punti   | Pos.    | Punti     | Pos.   |
| ---- | ----------- | ------- | ------- | --------- | ------ |
|      | Spagna      | 97,500  | 1       | 98,333    | 1      |
|      | Cina        | 96,666  | 2       | 97,667    | 2      |
|      | Canada      | 96,000  | 3       | 96,167    | 3      |
| 4    | Italia      | 95,000  | 4       | 95,667    | 4      |
| 5    | Giappone    | 94,667  | 5       | 94,833    | 5      |
| 6    | Ucraina     | 93,667  | 6       | 94,334    | 6      |
| 7    | Regno Unito | 88,833  | 7       | 89,334    | 7      |
| 8    | Brasile     | 88,333  | 8       | 88,667    | 8      |
| 9    | Bielorussia | 86,833  | 9       | 87,333    | 9      |
| 10   | Messico     | 86,667  | 10      | 86,833    | 10     |
| 11   | Paesi Bassi | 86,500  | 11      | 86,500    | 11     |
| 12   | Egitto      | 80,834  | 12      | 80,333    | 12     |
| 16.5 | H09.5       |         |         | 00:55.635 | O      |
| 13   | Germania    | 80,167  | 13      |           |        |